# Paul Ascheberg
Paul Ascheberg (* 1895 bei Odessa in Neurussland; † 29. April 1933 im Sonderlager Solowezki, Oblast Archangelsk, Sowjetunion) war ein deutsch-russischer römisch-katholischer Geistlicher und Märtyrer. 

## Leben
Paul Ascheberg stammte aus einer schwarzmeerdeutschen Familie. Er studierte Theologie am Priesterseminar Saratow und nach dessen Schließung am Priesterseminar Odessa. 1918 oder 1919 wurde er in Jamburg zum Priester geweiht. Dann war er Pfarrer in Odessa. 1925 wurde er verhaftet und nach Nordrussland deportiert. Von 1927 bis 1929 war er Pfarrer in Jamburg. Dann wurde er zu 3 Jahren Konzentrationslager verurteilt und auf die Solowezki-Inseln verbannt. Dort wurde er 1932 erneut verhaftet und starb Ende April 1933 im Gefängnis an Typhus.

## Gedenken
Die Römisch-katholische Kirche in Deutschland nahm Pfarrer Paul Ascheberg als Märtyrer in das deutsche Martyrologium des 20. Jahrhunderts auf.